# Clubiona clima
Clubiona clima là một loài nhện trong họ Clubionidae.
Loài này thuộc chi Clubiona. Clubiona clima được Raymond Robert Forster miêu tả năm 1979.